# Čata
Čata (ungarisch Csata) ist eine Gemeinde im Süden der Slowakei mit 1041 Einwohnern (Stand 31. Dezember 2024). Sie gehört zum Okres Levice innerhalb des Nitriansky kraj.

## Geographie
Die Gemeinde befindet sich im Ostteil des slowakischen Donautieflands am Unterlauf des Hron. Das Ortszentrum liegt auf einer Höhe von 130 m n.m. und ist 21 Kilometer von Štúrovo sowie 35 Kilometer von Levice gelegen.

## Geschichte
Čata wurde zum ersten Mal 1386 als Chatha schriftlich erwähnt und war zwischen dem Paulinerkloster in Máriacsalád und der Benediktinerabtei von Lecker (heute Teil von Hronovce) geteilt. Die Bevölkerung war in Landwirtschaft und Weinbau beschäftigt.
Bis 1918/1919 gehörte der Ort im Komitat Bars zum Königreich Ungarn und kam danach zur Tschechoslowakei. Auf Grund des Ersten Wiener Schiedsspruches lag er 1938–45 noch einmal in Ungarn. 1947 wurde ein Teil der Einwohner nach Ungarn abgeschoben.
1974–1990 war Čata Teil der Nachbargemeinde Pohronský Ruskov.

## Bevölkerung
| Jahr:                | 1994. | 2004.   | 2014.    | 2024.   |
| -------------------- | ----- | ------- | -------- | ------- |
| Anzahl der Personen: | 1224  | 1191    | 1016     | 1041    |
| Unterschied:         |       | -2,69 % | -14,69 % | +2,46 % |

| Jahr:                | 2023. | 2024.   |
| -------------------- | ----- | ------- |
| Anzahl der Personen: | 1035  | 1041    |
| Unterschied:         |       | +0,57 % |

Ergebnisse nach der Volkszählung 2001 (1207 Einwohner):
| Nach Ethnie: - 68,60 % Magyaren - 27,26 % Slowaken - 2,07 % Zigeuner - 0,25 % Tschechen | Nach Religion: - 78,29 % römisch-katholisch - 8,20 % konfessionslos - 7,71 % evangelisch - 0,83 % keine Angabe |

## Sehenswürdigkeiten
- römisch-katholische Kirche St. Johannes der Täufer von 1958

## Verkehr
Durch Čata verläuft die Staatsstraße 76 (Štúrovo–Hronský Beňadik) und der Ort besitzt einen Bahnhof an der Bahnstrecke Štúrovo–Levice; hier zweigt die Bahnstrecke Čata–Balassagyarmat ab.